# Тригониевые
Тригониевые (лат. Trigoniaceae) — семейство покрытосеменных двудольных растений порядка Мальпигиецветные (Malpighiales).

## Ареал
Это тропическое семейство, представители которого распространены на Мадагаскаре, в Юго-Восточной Азии, Центральной и Южной Америке.

## Таксономия
Семейство включает 5 родов (около 30 видов).
- Humbertiodendron Leandri
- Isidodendron Fern.Alonso, Pérez-Zab. & Idarraga
- Trigonia Aubl.
- Trigoniastrum Miq.
- Trigoniodendron E.F.Guim. & Miguel